# Nodjmet
Nodjmet (... – Tebe, ca. 1064 a.C.) è stata una regina egizia tra la tarda XX dinastia e l'inizio della XXI dinastia, consorte del Primo Profeta di Amon e sovrano Herihor.

## Biografia
| nDm | m&t | B1 |

| nDm | m&t | B1 |

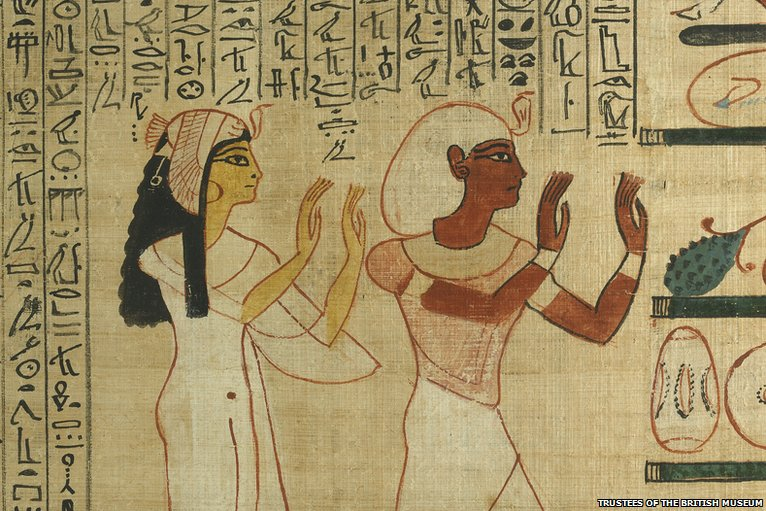
Heriohor e Nodjmet in adorazione di Osiride. Da uno dei papiri del Libro dei morti rinvenuti con la mummia della regina (ca. 1070 a.C.)

Forse figlia dell'ultimo sovrano ramesside Ramesse XI o del Primo Profeta di Amon Amenotep, forse andò in un primo tempo in sposa a un altro Primo Profeta di Amon, Payankh (che a differenza di Herihor non assunse mai i titoli reali), qualora questi sia stato predecessore di Herihor nella carica sacerdotale. Già dalla giovinezza Nodjmet poté fregiarsi di titoli come Signora della Casa e Capo dell'harem di Amon.
Secondo gli egittologi Aidan Dodson e Dyan Hilton, Nodjmet generò al suo primo marito vari figli: Heqanefer, Heqamaat, Ankhefenmut, Faienmut (femmina) e, più importante di tutti, il futuro Primo Profeta di Amon e faraone Pinedjem I. Pare che Nodjmet sia divenuta la più ascoltata consigliera di Payankh e tutte le volte che questi dovette recarsi in Nubia per tutelare i propri interessi, lasciò a lei il governo di Tebe. Quando Payankh morì, Herihor era il candidato maggiore alla successione; Nodjmet fece in modo di conservare le proprie alte prerogative sposando Herihor. In seguito, Herihor reclamò la dignità di re - benché soltanto nei dintorni del complesso templare di Karnak - e Nodjmet divenne la sua regina: il suo nome venne sempre scritto nel cartiglio reale, e ricevette i titoli di Signora delle Due Terre e Madre del Re, per cui gli egittologi hanno ipotizzato che Smendes, sovrano fondatore della XXI dinastia, ne fosse il figlio.

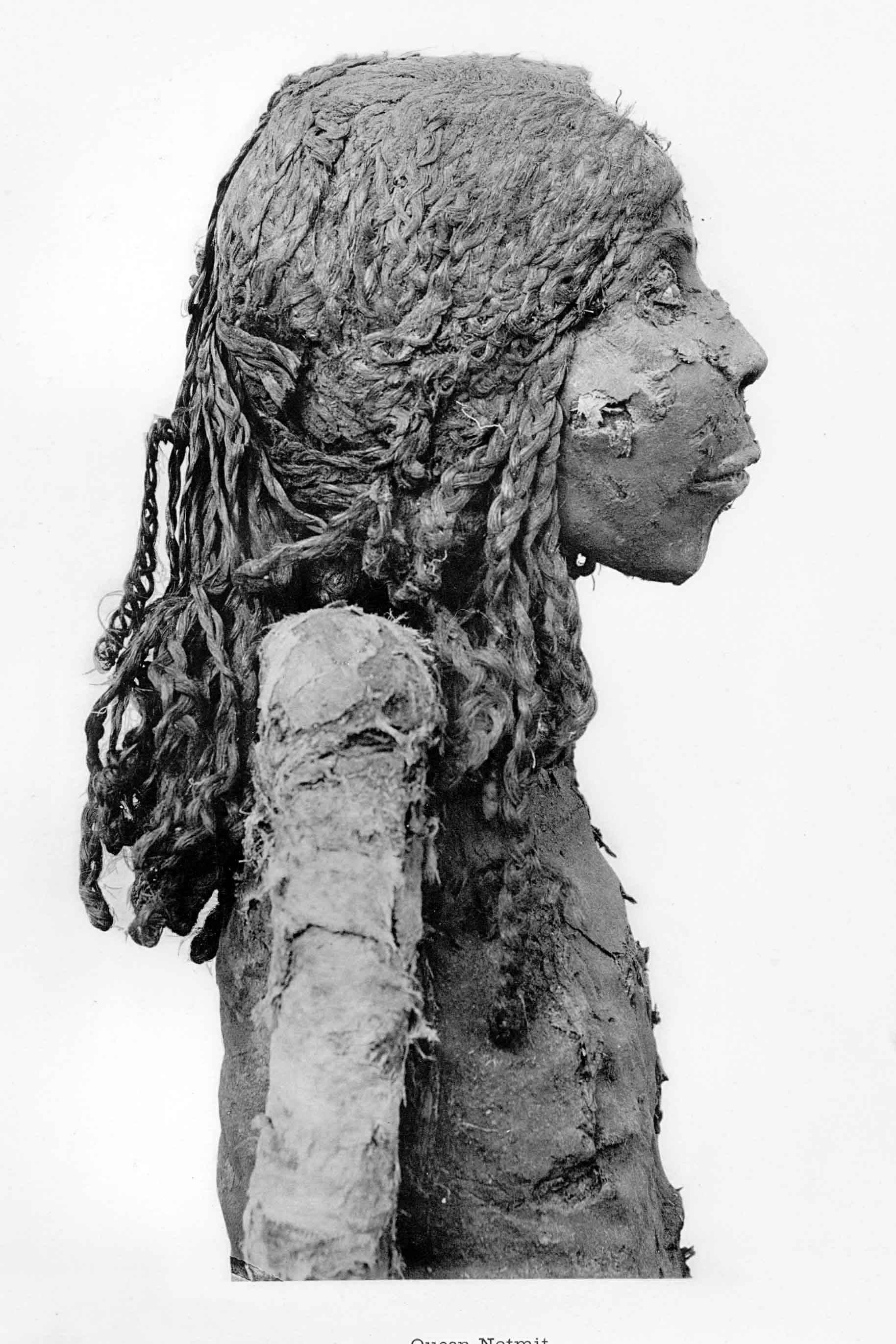
La mummia di Nodjmet

Sopravvisse di molti anni (forse quasi venti) al secondo consorte, del quale ancora non si conosce la sepoltura, e morì nel primo di anno di regno di Smendes, nel 1064 a.C.

## Mummia
Fu ritrovata nel cosiddetto nascondiglio DB320 a Deir el-Bahri ove vennero nascoste, ai tempi del faraone Siamon, decine di mummie reali per preservarle dall'azione dei violatori di tombe. Giaceva in un doppio sarcofago in legno di cedro; quello esterno irrimediabilmente danneggiato dai ladri di tombe. Venne sbendata parzialmente da Maspero il 1 giugno 1886, completamente da G. Elliot Smith il 13 settembre 1906. La sua mummia, quella di una donna anziana alta 1 metro e 55 centimetri, presenta i segni di una tecnica di imbalsamazione propria di quegli anni: le furono applicati occhi finti, e le sue guance furono imbottite per conferire al volto un'impressione di pienezza vitale, così come l'addome dopo l'eviscerazione; il naso fu riempito di resina e la bocca di segatura. Altri ipotizzano che il deciso gonfiore del suo volto fu l'effetto collaterale di un'esagerazione in tali tecniche, anche se lungi dagli esiti che si ebbero sulla successiva regina e nuora Duathathor-Henuttaui, le cui guance troppo riempite giunsero a squarciarsi.